# 早崎靖典
早﨑 靖典（はやざき やすのり、1961年 - ）は、岐阜県出身のリコーダー奏者。

## 経歴
東京コンセルヴァトアール尚美研究科ピアノ専攻卒業。1982、1983年、全日本リコーダーコンクール・アンサンブル部門にて最優秀賞を受賞。数多くのアンサンブルのメンバーとして、コンサート、レコーディング、テレビ、FMラジオ放送出演の活動を行う。
2000年より釜山の教職員リコーダー合奏団の音楽監督を務め、韓国の古楽セミナーの講師及びコンクールの審査員に招かれている。ヨーロッパではドイツ及びエストニアで50回以上の公演を行い、地元紙から好評を得る。
また、器楽合奏の指導を全国各地で行い、全音楽譜出版社より２巻の編曲集が出版されている。

## 所属
- 東京リコーダーオーケストラ
- 東京ブロックフレーテ・アンサンブル
- リコーダーデュオ“BRESSAN”（ブレッサン）
- ウィンドウェイ・コンソート
- トレインズ
- リコーダー・ガーデン
- フライド・リコーダー（Flied Recorder）